# محمد مأمون الشناوي
محمد مأمون بن أحمد الشناوي (1878 - 1950 م) شيخ الأزهر الشريف السابع والثلاثين. عمل على تقوية الروابط بين الأزهر والعالم الإسلامي، فأوفد البعوث العلمية المختلفة إلى أنحاء العالم الإسلامي؛ لنشر العقيدة الصحيحة، ومبادئ الإسلام وشرائعه، والتقريب ما بين الطوائف المختلفة. وافتتحت في عهده خمسة معاهد جديدة تغطي عواصم الإقليم. ومن أهم مآثره ما فعله لإلغاء البغاء في مصر، الذي وضعه الاستعمار ونص عليه بصفة رسمية.

## مولده ونشأته
ولد في 11 من شعبان سنة 1295 هـ الموافق 10 من أغسطس سنة 1878 م في الزرقا بمديرية الدقهلية، والتي تتبع الآن محافظة دمياط. وقد كان والده الشيخ أحمد الشناوي عالما مشهوُرًا بالتقوى والصَّلاح، مُتَفَقِّهًا في الدين، وكان أحد الأعلام المشهورين في مدينة السنبلاوين بمحافظة الدقهلية، ثم أقام في بلدة الزرقا بمحافظة دمياط.
نشأ الشيخ محمد مأمون الشناوي في رعاية والده، فحفظ القرآن الكريم، وأتمَّ حفظه في سِنِّ الثانية عشرة من عُمْره، ثم أرسله والده إلى الأزهر، فعاش في رعاية أخيه الأكبر الشيخ سيد الشناوي الذي سبقه إلى الدراسة في الأزهر بسنوات، وأخوه هذا أصبح بعد ذلك من كبار القُضاة الشرعيين، وقد ترقَّى في سِلْكِ القضاء حتى أصبح رَئيسًا للمحكمة العليا الشرعية. ونال الشيخ محمد مأمون إعجاب أساتذته الأعلام منهم الشيخ محمد عبده، والشيخ الإمام محمد أبو الفضل الجيزاوي. ونال شهادة العالِمية سنة 1906 م.

## مناصبه
عُيِّن بعد تخرجه في معهد الإسكندرية الديني، وفي سنة 1917 تَمَّ اختياره قاضيًا شرعيًّا، فاشتهر وتم اختياره إمامًا للسراي الملكية بعد صدور قانون تنظيم الأزهر سنة 1930 م، ثم عين عميدا لكلية الشريعة ثم عضوا في جماعة كبار العلماء سنة 1934، فوكيلا للأزهر مع رياسته للجنة الفتوي سنة 1944. في سنة 1948 م عين شيخًا للأزهر فوسع من دائرة البعثات للعالم الإسلامي، وأرسل النوابغ لإنجلترا لتعلم اللغة الإنجليزية توطئة لإيفادهم إلي البلاد الإسلامية التي تتخاطب بالإنجليزية. كما أفسح المجال أمام الوافدين إلى الأزهر من طلاب البعوث ويسر لهم الإقامة والدراسة.

## ولايته لمشيخة الأزهر
لما توفي الشيخ مصطفى عبد الرازق صدر قرار مساء الأحد الثاني من ربيع الأول سنة 1367 هـ الموافق 13 من يناير سنة 1948 م، بتولية الشيخ محمد مأمون الشناوي مشيخة الأزهر الشريف. وحرص الشيخ الشناوي على زيادة وتنشيط التعليم الأزهري فعمل على نشر المعاهد الأزهرية في كل أنحاء مصر، وتم في عهده إنشاء خمسة معاهد كبيرة هي: معاهد المنصورة، والمنيا، ومنوف، وسمنود، وجرجا، وكلها معاهد نظامية. ووصل إلي اتفاق مع وزارة المعارف ليكون الدين الإسلامي مادة أساسية بالمدارس العمومية، على أن يتولي تدريسها خريجوا الأزهر.

## وفاته
توفي الشيخ الشناوي صباح يوم الأحد 21 من ذي القَعْدَة سنة 1369 هـ الموافق 3 من سبتمبر سنة 1950 م. ومنح اسمه وسام العلوم والفنون من الطبقة الأولي بمناسبة الاحتفال بالعيد الألفي للأزهر.